# CHERUB
CHERUB – cykl książek napisanych przez brytyjskiego pisarza, Roberta Muchamore’a. Głównym bohaterem serii jest James Choke (później Adams), który jest członkiem supertajnej organizacji CHERUB – angielskiej agencji rządowej. CHERUB to organizacja wywiadowcza, szkoląca i zatrudniająca agentów w wieku od dziesięciu do siedemnastu lat. Jest skuteczna, ponieważ kryminaliści nie przypuszczają, że mogą być szpiegowani przez dzieci. Prezesem CHERUB-a w pięciu pierwszych częściach jest dr Terence McAfferty, od części 6 Zara Asker (wtedy koordynatorka misji).

## Bohaterowie[2]
agenci CHERUB-a
nowa tożsamość agenta (poprzednia tożsamość)
- James Adams (James Robert Choke)
- Laura Adams (Laura Zoe Onions)
- Kerry Chang (Ling Chang)
- (Dana Smith)
- Dante Welsh (Dante Scott)
- Bruce Norris (Aled Thomas)
- (Kyle Blueman)
- Greg Rathbone (Rathbone Regan)
- Amy Collins (Jennifer Amy Pegg)
- Nicole Eddison (Nikki Vandome)
- Andy Lagan (Christopher Holmes)
- Shakeel Dajani (Ahmed Shakeel)
- Gabrielle O’Brien (Ruthven)
- David Moss (Dave Rogers)
- Bethany Parker (Elissa Bethany Paloma)
- Jake Parker (Jackob Paloma)
- Callum Reilly (Farnworth)
- Connor Reilly (Farnworth)
- Michael Hendry (Jordan Lindsay)
- Kevin Sumner (Kevin Peterson)
- Ryan Sharma (Drugi Agent, główny bohater [od 13-tej części])
- (Fu Ning)
- (Theo Sharma)
- (Leon Sharma)
- (Daniel Sharma)
- (James Reage)

personel CHERUB-a
- Terence McAfferty
- Zara Asker
- Ewart Asker
- Chloe Blake
- Maureen Evans
- John Jones
- Josip Kazakov
- Meryl Spencer
- Norman Large
- George Pike

Koordynatorzy CHERUB-a
- John Jones
- Chloe Blake
- Zara Asker
- Ewart Asker
- Dennis King

## Wykaz książek z cyklu
1. 2004: Rekrut (The Recruit)[3]
2. 2004: Kurier (Class A)[4]
3. 2005: Ucieczka (Maximum Security)[5]
4. 2005: Świadek (The Killing)[6]
5. 2006: Sekta (Divine Madness)[7]
6. 2006: Bojownicy (Man vs. Beast)[8]
7. 2007: Wpadka (The Fall)[9]
8. 2007: Gangster  (Mad Dogs)[10]
9. 2008: Lunatyk (The Sleepwalker)[11]
10. 2008: Generał (The General)[12]
11. 2008: Czarne Słońce (Black Sun) – opowiadanie
12. 2008: Bandyci  (Brigands MC)[13]
13. 2010: Fala  (Shadow Wave)[14]
14. 2011: Republika (People’s Republic)[15]
15. 2013: Anioł Stróż (Guardian Angel)[16]
16. 2013: Czarny Piątek (Black Friday)[17]
17. 2014: Odwet (Lone Wolf)[18]
18. 2016: (New Guard)